# Arghakhanchi (dystrykt)

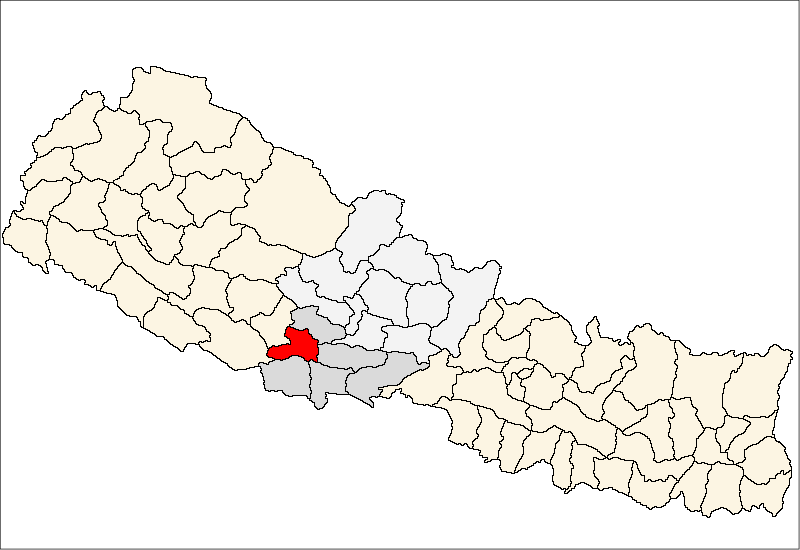
Dystrykt Arghakhanchi

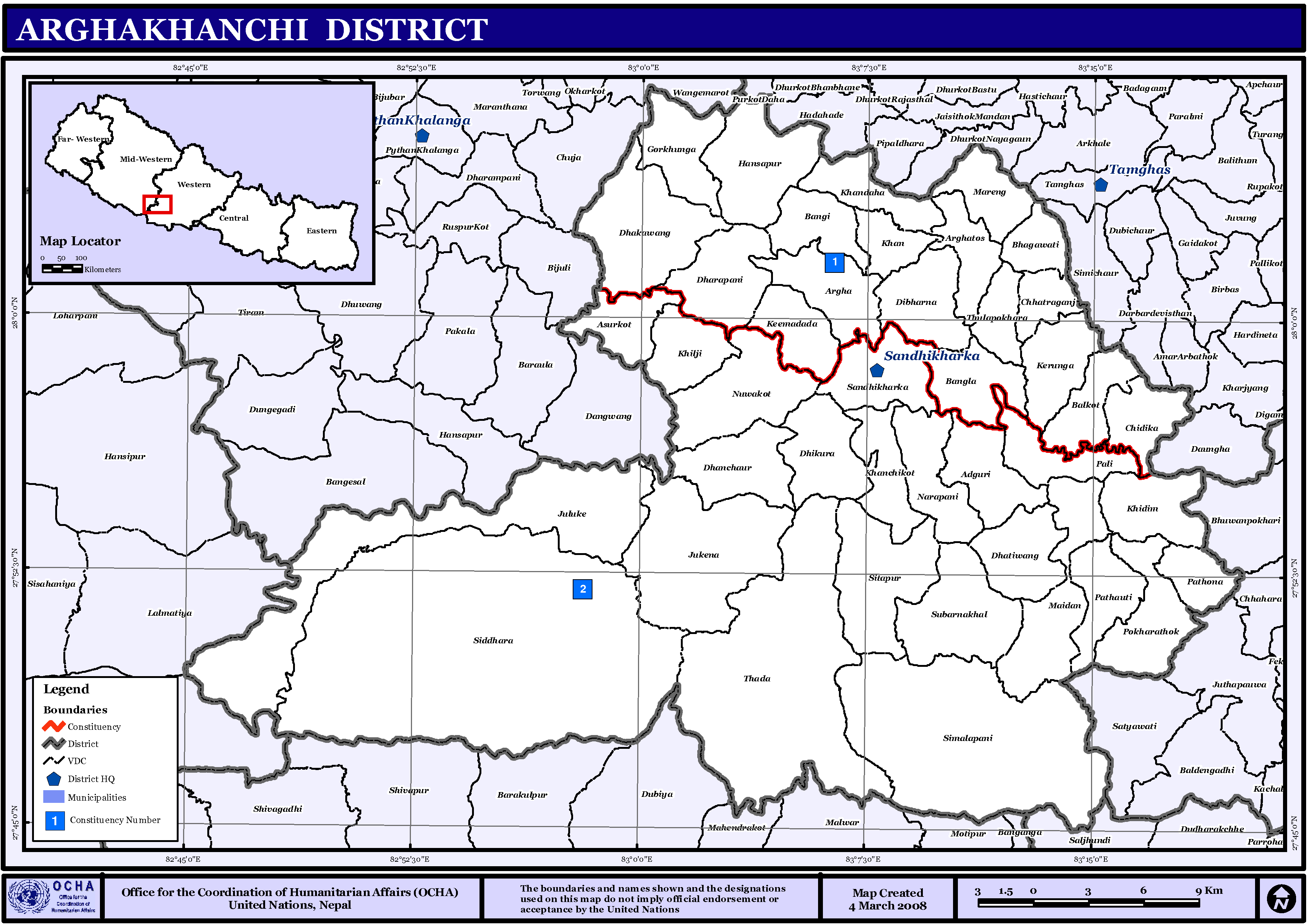
Dystrykt Arghakhanchi

Dystrykt Arghakhanchi (nep. अर्घाखाँची) – jeden z siedemdziesięciu pięciu dystryktów Nepalu. Leży w strefie Lumbini. Dystrykt ten zajmuje powierzchnię 1193 km², w 2001 r. zamieszkiwało go 208 391 ludzi. Stolicą jest Sandhikharka.